# Odacantha
Genre
Odacantha est un genre d'insectes coléoptères de la famille des Carabidae et de la  sous-famille des Harpalinae ou des Odacanthinae selon les classifications.

## Liste des espèces
- En Europe :
  - Odacantha (Odacantha) melanura (Linné, 1767)
- Hors Europe :
  - Odacantha aegrota
  - Odacantha chinensis
  - Odacantha hagai
  - Odacantha metallica
  - Odacantha puziloi